# Вязовое (Краснояружский район)
Вязово́е — село в Краснояружском районе Белгородской области Российской Федерации. 
Административный центр Вязовского сельского поселения.

## География
Село Вязовое располагается в западной части Краснояружского района, у самой границы с Украиной. Расстояние от с. Вязовое до райцентра п. Красная Яруга по дорогам — 13 км, до Белгорода — 93 км. 
Протекающая через село речка Вязенка, заболоченная и поросшая ивняком, делит с. Вязовое на северную (улицы Трудовая, Красных партизан, Пышохова, Первомайская) и южную части (улицы Колхозная, Пролетарская, Знаменская и Октябрьская, Набережная). 
В северной части Вязового расположены клуб (координаты: N50°47.546' E35°30.145') , церковь, школа, магазины, ФАП, а в южной — колхоз.

## История
В 1657 году на небольшой речке Вязенке появилось поселение Вязовое. Свое название оно получило от распространенного в этих местах дерева Вяз. Постепенно село разрасталось за счет новых переселенцев-крестьян из русских сел и беглых казаков-малороссов. Специфика имен и фамилий переселенцев позволяют полагать, что переселенцы были из запорожских казаков.
В 1720 году французский картограф Гийом Делиль составляет карту Хотмыжского уезда, на котором обозначает и село Вязовое, в статусе деревни.
В 1745 г. в переписной книге Белгородской губернии сообщается, что «слободка Везавой» (с. Вязовое) заселена черкасами и относится к Богородскому Знаменскому мужскому монастырю г. Хотмыжска.
По первой и второй «ревизской сказке» крестьяне с. Вязовое относятся к Богородскому Знаменскому мужскому монастырю г. Хотмыжска.
В 1764 г. в результате Екатерининской реформы по секуляризации церковных и монастырских земель, село Вязовое вышло из подчинения Богородскому Знаменскому мужскому монастырю г. Хотмыжска и стало государственной собственностью, а жители села стали называться «экономическими». По этой причине, жители с. Вязовое не были крепостными и имели свои фамилии со времени основания села.
В 1782 году, в «четвертой ревизской сказке» крестьяне села Вязовое уже упоминаются как экономические.
С 1838 года село Вязовое было волостным центром, пять населенных пунктов: села Теребрено, Колотиловка, Репяховка, деревни Грязная и Ситная. Из 14 волостей Курской губернии село Вязовое было самым зажиточным.
X ревизия переписала в селе Вязовом «769 душ мужского пола».
В 1869 году вместо двух обветшавших деревянных, в селе была построена Воскресенская двухпрестольная каменная церковь. Один престол — Воскресенский, второй — в честь Казанской иконы Божией Матери.
В 1884 году Вязовое отмечено переписью как волостное село Вязовской волости в Грайворонском уезде.
В 1900 году книга «Россия» упоминает «село Вязовое, имеющее до 3000 жителей, волостное правление, школу, 38 ветряных мельниц и 4 ярмарки».
В 1910 году на средства местных жителей построено новое деревянное здание школы.
В конце 1917 года в Вязовом была установлена Советская власть.
В 1920 году в селе произошло выступление крестьян против Советской власти (т. н. «Вязовская республика»).
С июля 1928 года село Вязовое числилось центром Вязовского сельского Совета (село и 8 поселков) в Ракитянском районе.
В 1933 году в селе была закрыта церковь, богослужения прекратились. По другим данным, община прекратила свое существование в 1937 г.. Позже в церкви был сделан склад для соли.
В 19-20 октября 1941 года село захвачено немецко-фашистскими войсками.
В период с 20 по 24 февраля 1943 года освобождено частями 40-й армии РККА.
17 апреля 1948 года исполком Краснояружского районного Совета депутатов трудящихся принял решение снести (разобрать) здание церкви в с. Вязовое для дальнейшего использования кирпича Райпромкомбинатом. В течение 1948-1949 гг. здание церкви было разобрано, а кирпич был использован для строительства школы в п. Красная Яруга.
В 1971 году в селе построен и открыт Дом культуры.
В 1975 году в центре села Вязовое, на месте захоронения советских воинов, погибших в 1943 году был установлен
памятник и плиты со списками погибших в годы Великой Отечественной войны односельчан.
В 1982 году в селе было построено новое здание школы.
С апреля 1991 года село Вязовое числится в Краснояружском районе, в Вязовском сельсовете (включающем два села, три хутора).
В 1995 году село Вязовое было газифицировано.
В период с 1994 — по 1999 г. были покрыты асфальтом дороги по всем улицам села.
С 1997 года село Вязовое — центр Вязовского сельского округа (включающего само село и три хутора) в Краснояружском районе.
5 июня 2004 года архиепископом Белгородским и Старооскольским Иоанном был освящен закладной камень для строительства нового храма в селе Вязовое.
30 октября 2005 года архиепископом Белгородским и Старооскольским Иоанном был освящен новопостроенный храм в честь Казанской иконы Божией Матери.
В 2016 году на месте разрушенного храма была установлена Звонница-ротонда и установлен Крест-памятник жертвам крестьянского восстания 1920 года.
В 2016 году была издана книга: «Вязовое: история и современность».
После вторжения России в Украину  в 2022 году село периодически подвергается обстрелам со стороны Украины.  
В рамках объявленной на территории Белгородской области ЧС, по решению администрации области, с 27 августа 2024 года въезд в село Вязовое ограничен на 3 месяца. Попасть в село Вязовое можно только по разрешению администрации села.  

## Население
В 1920 году, по итогам переписи, в Вязовом 3942 жителя.
В 1931 году в Вязовом — 3218 жителей.
На 17 января 1979 года в селе Вязовом — 1200 жителей, на 12 января 1989 года — 1042 (441 мужчина, 601 женщина).
В 1997 году в Вязовом 406 домовладений, 1064 жителя.
| 2002 | 2010 |
| ---- | ---- |
| 937  | ↘934 |

## Инфраструктура
В селе Вязовое имеются АОЗТ «Вязовское», кирпичный завод, почтовое отделение, больница, средняя школа, дом культуры, детский сад, магазины.

## Достопримечательности
- Памятник советским солдатам, погибшим при освобождении села в годы ВОВ, установленный в 1975 году[10].
- Храм в честь Казанской иконы Божией Матери.
- Звонница-ротонда и Крест-памятник жертвам крестьянского восстания 1920 года (установлены на месте разрушенного храма).
- Здание старой школы 1910 года постройки. В нем в 1943 г. располагался военный госпиталь.

## Карты села

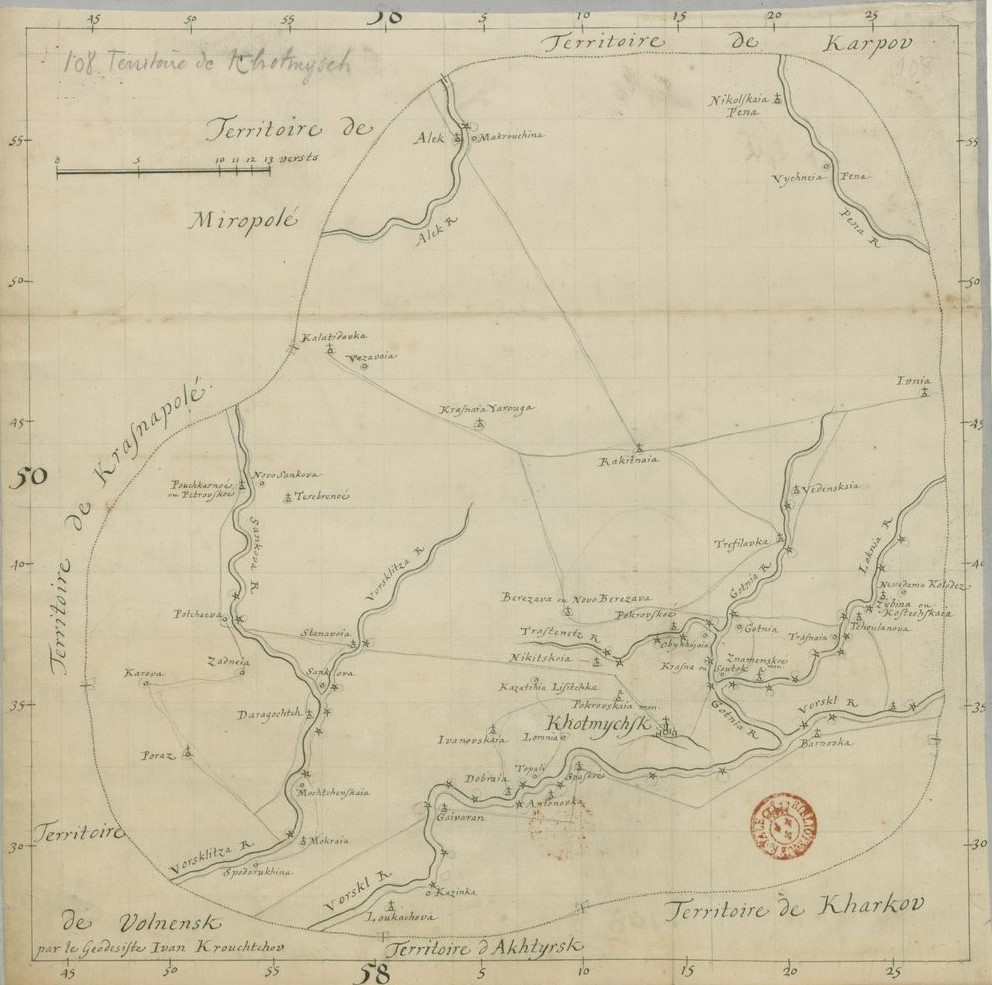
Карта Хотмыжского уезда 1720 года, составленная французским картографом Гийом Делиль

## Внешние ссылки
- «Сельский порядок». Вязовое Краснояружского района (21.03.2018). передача местного ТВ в ролике на Youtube

- «Места знать надо». Крестьянское восстание в Вязовом (16.06.2015) передача местного ТВ в ролике на Youtube